# Eva Svensson
Eva Svensson, född 27 maj 1987, svensk orienterare som springer för IFK Mora OK. Hon är även aktiv skidorienterare och har tagit JVM-guld i båda sporterna. Kranskulla i Vasaloppet 2007.